# 埃尔克芒廷 (怀俄明州)
埃尔克芒廷（英語：Elk Mountain），是美国怀俄明州卡本县（Carbon）下属的一座城市。该市的人口在2000年为192人，2010年有191，2011年则估计有190人。